# Berkenhof Tropical Zoo
Berkenhof  Tropical Zoo is een klein commercieel attractie- en dierenpark in de buurtschap Langeweegje bij Kwadendamme in de Nederlandse provincie Zeeland. De Tropical Zoo heeft een tropische tuin met ongeveer vijftig tropische diersoorten, een fossielenmijn, dino expo, een overdekte speeljungle en een waterspeeltuin in de buitenlucht.
De voorziening werd in 1994 als 'Sier- en Fuchiatuin Berkenhof' geopend voor publiek. Na de bouw van een onderkomen voor planten en vlinders werd de naam in 1997 gewijzigd in 'Vlindertuin Berkenhof'. Toen de uitbreiding tot tropische dierentuin en de vergroting van het restaurant in 2010 zijn beslag had gekregen veranderde men de naam in 'Berkenhof's Tropical Zoo & Restaurant'.

## Dieren

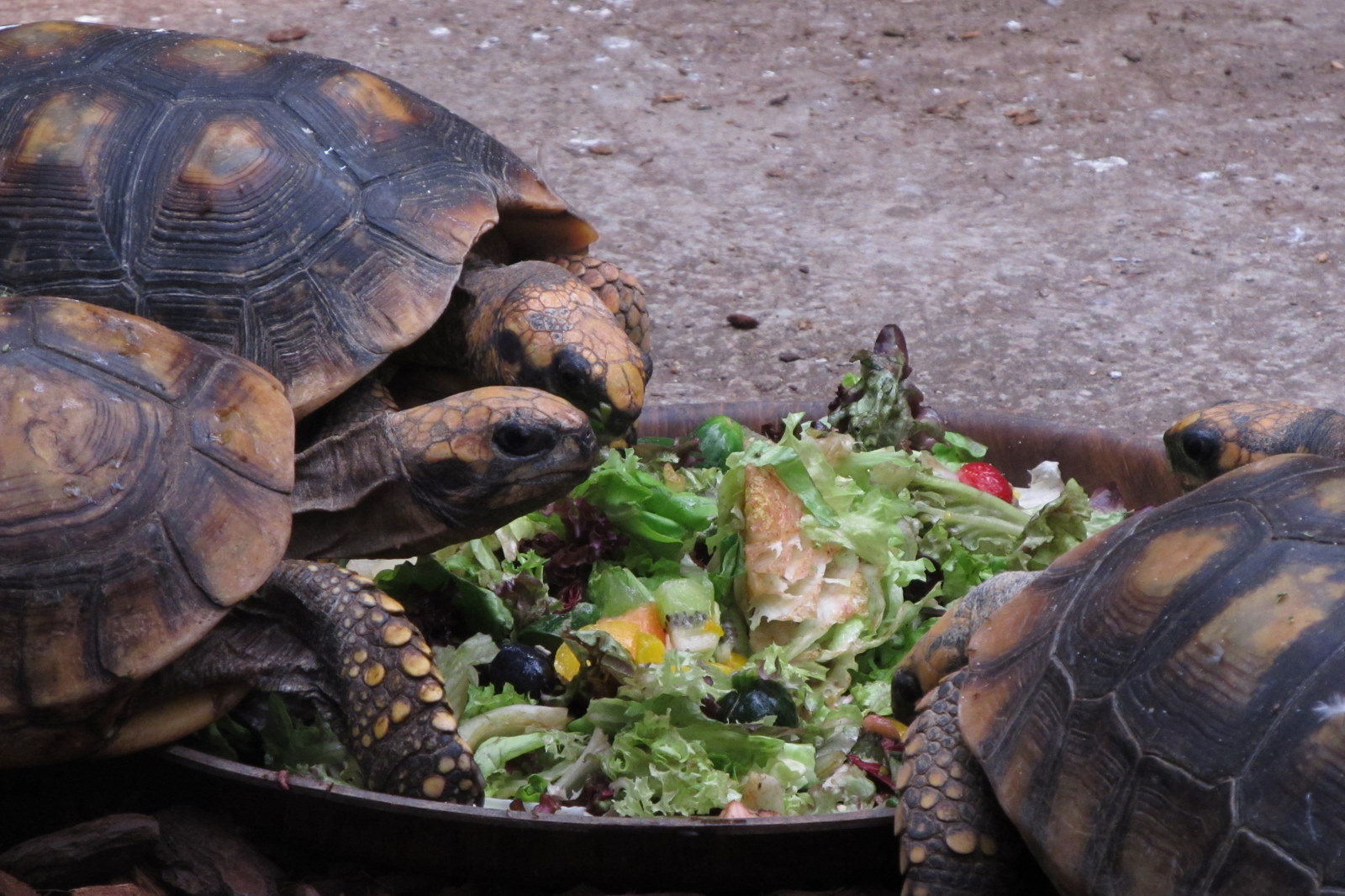
Braziliaanse reuzenschildpad

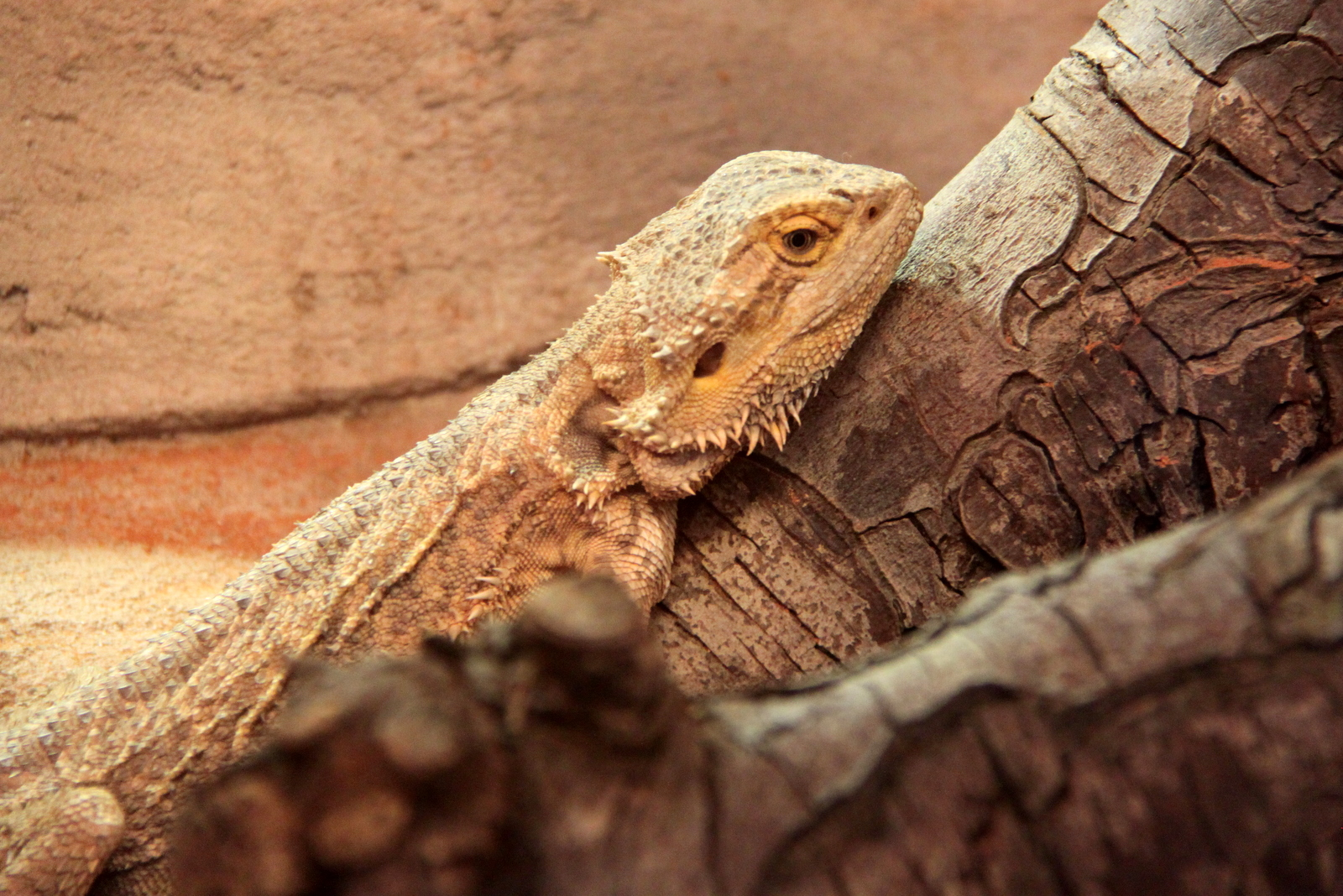
Baardagame

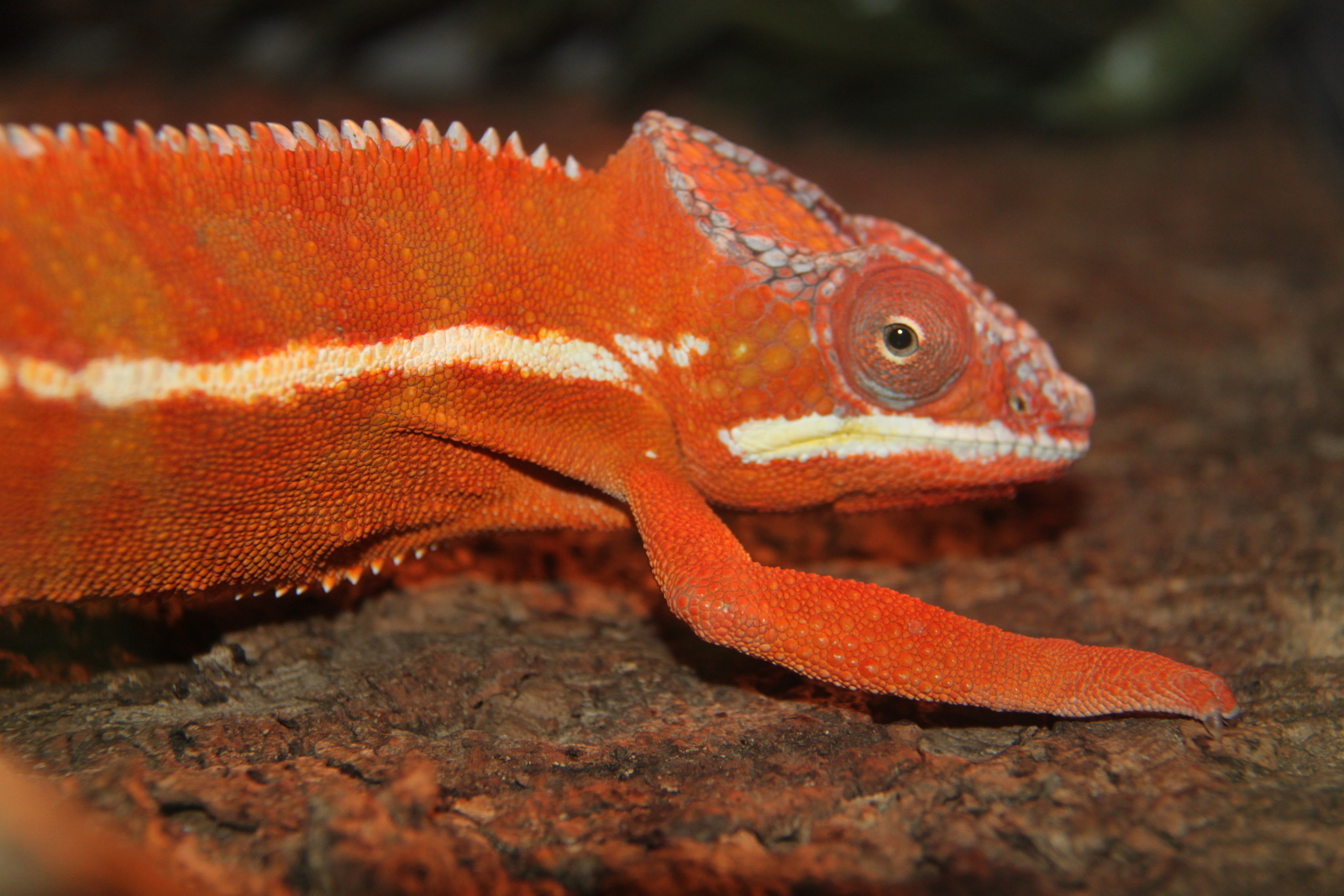
Parsons kameleon

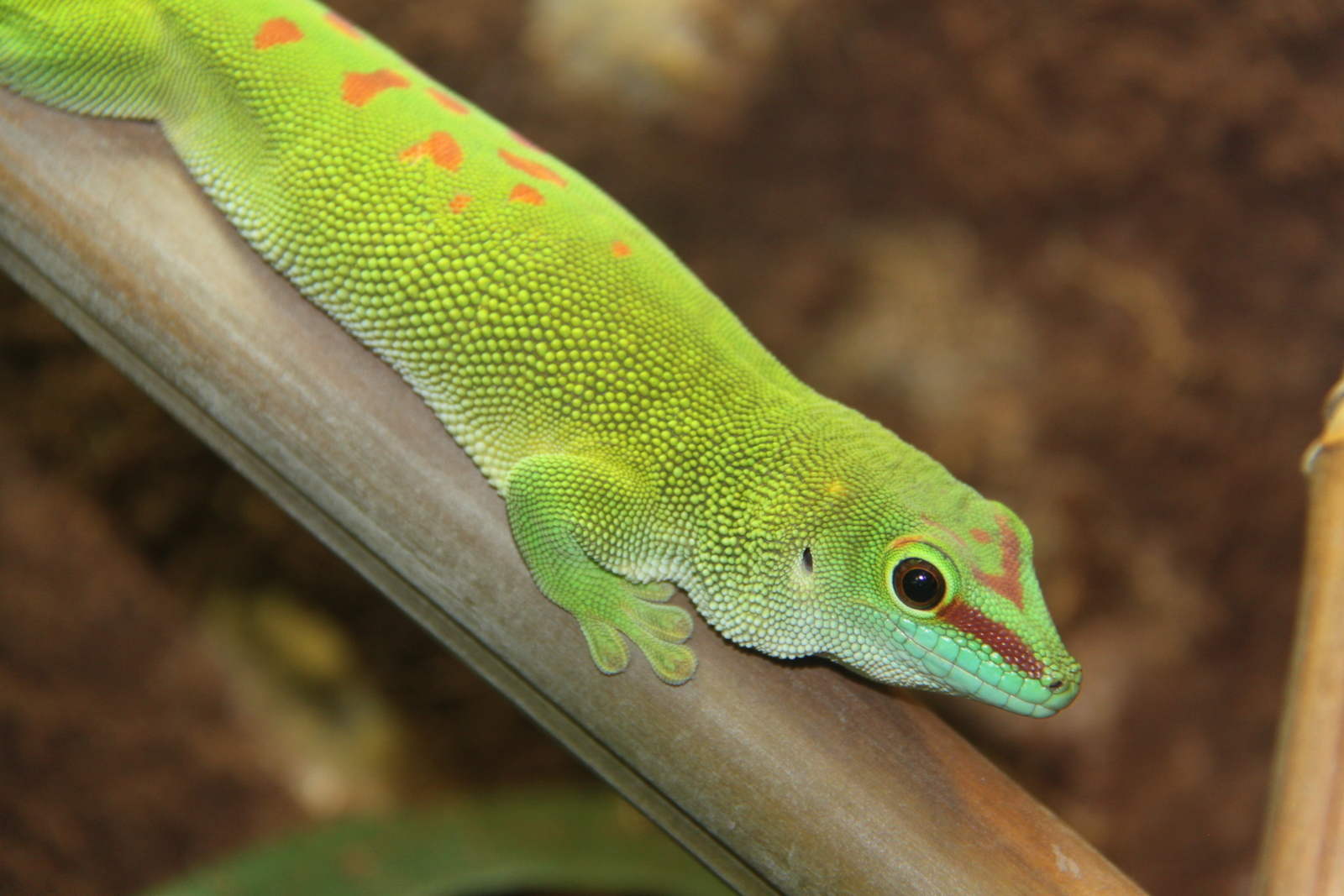
Phelsuma madagascariensis grandis

Hieronder volgt een lijst van dieren die in de Tropical Zoo gehouden worden.

### Zoogdieren
- Bruinbehaard gordeldier
- Dwergmangoest
- Gewoon penseelaapje
- Dwergzijdeaapje
- Pinché-aapje

### Vogels
- Groefsnaveltoekan
- Viooltjeslori
- Witwangtoerako

### Reptielen

#### Schildpadden en Krokodilachtigen
- Braziliaanse reuzenschildpad
- Cuviers gladvoorhoofdkaaiman

#### Schubreptielen
- Baardagame
- Elaphe teaniura
- Groene leguaan
- Kolonistenagame
- Koningspython
- Kraaghagedis
- Lampropeltis pyromelana
- Parsons kameleon
- Pauwoogdaggekko
- Phelsuma klemmeri
- Phelsuma madgascariensis grandis
- Tropiocolotes steudneri
- Tupinambis merianae

### Amfibieën
- Aardbeikikker
- Aziatische hoornkikker
- Bijengifkikker
- Chinese vuurbuikpad
- Dendrobates tinctorius
- Phyllobates terriblis
- Phyllomedusa bicolor
- Roodoogmakikikker
- Tijgersalamander

### Vissen
- Koi

### Ongewervelden

#### Vlinders
- Atlasvlinder
- Morphovlinder
- Passiebloemvlinder
- Uilvlinder

#### Overige ongewervelden
- Archispirostreptus gigas
- Krulhaarvogelspin
- Wandelend blad